# Municipio de Jackson (condado de Livingston)
El municipio de Jackson (en inglés: Jackson Township) es un municipio ubicado en el condado de Livingston en el estado estadounidense de Misuri. En el año 2010 tenía una población de 543 habitantes y una densidad poblacional de 2,97 personas por km².

## Geografía
El municipio de Jackson se encuentra ubicado en las coordenadas 39°53′32″N 93°40′18″O / 39.89222, -93.67167. Según la Oficina del Censo de los Estados Unidos, el municipio tiene una superficie total de 182.59 km², de la cual 181,06 km² corresponden a tierra firme y (0,84 %) 1,54 km² es agua.

## Demografía
Según el censo de 2010, había 543 personas residiendo en el municipio de Jackson. La densidad de población era de 2,97 hab./km². De los 543 habitantes, el municipio de Jackson estaba compuesto por el 98,9 % blancos, el 0,18 % eran asiáticos y el 0,92 % eran de una mezcla de razas. Del total de la población el 0,55 % eran hispanos o latinos de cualquier raza.